# 1922 en Italie
Chronologie de l'Italie
- 1918
- 1919
- 1920
- 1921
- 1922
- 1923
- 1924
- 1925
- 1926

Cette page concerne l'année 1922 du calendrier grégorien.

## Événements
- 22 janvier : décès du pape Benoît XV[1].
- 24 janvier : le Congrès des syndicats fascistes de Bologne constitue, sur la proposition de Michele Bianchi, la Confederazione nazionale delle corporazioni sindacali (it) (Confédération nationale des corporations syndicales)[1].

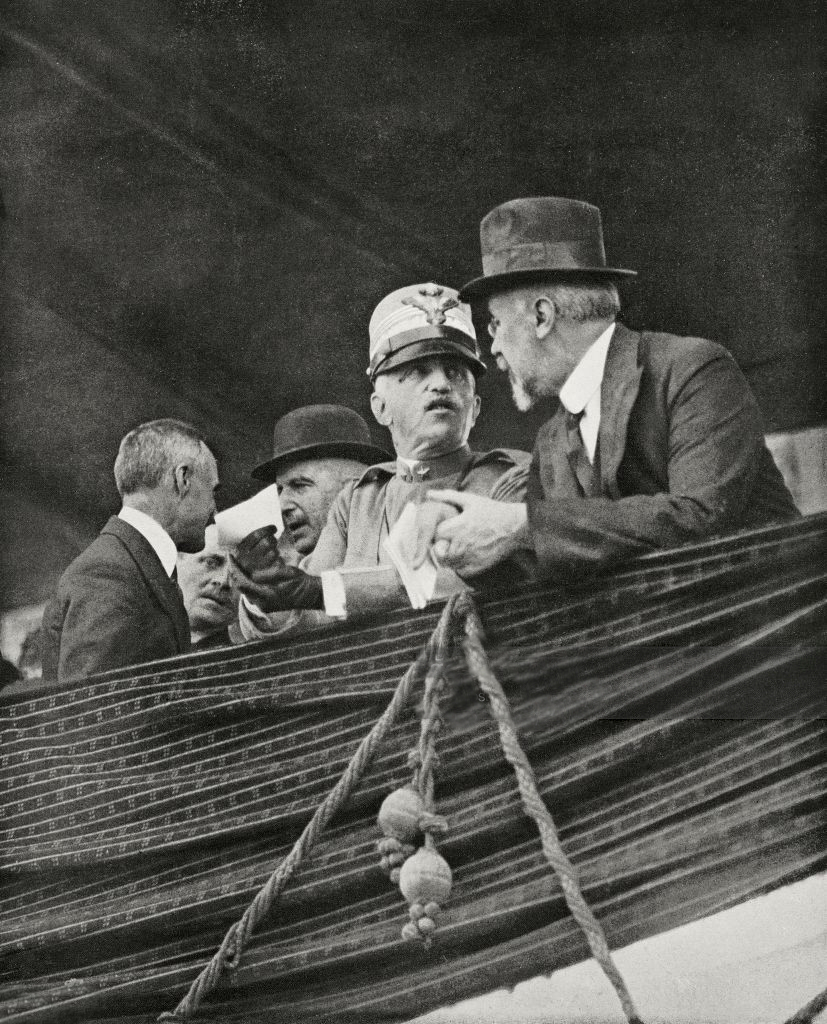
Le roi Victor-Emmanuel III et Ivanoe Bonomi en 1922.

- 2 février : le président du Conseil Ivanoe Bonomi démissionne[2] à la suite d'une motion de censure déposée par les démocrates-sociaux[1]. Les populaires, dont l’influence au parlement est de plus en plus forte, s’opposent au retour de Giovanni Giolitti. Le roi confie la formation du gouvernement à Luigi Facta le 26 février[3].
- 6 février :
  - traité de Washington sur les armements navals[4].
  - début du pontificat de Pie XI à l'issue du conclave (fin en 1939)[5].
- 3 mars : l’Assemblée constituante de Fiume est renversée par un coup d’État fasciste[6].
- 20-24 mars : IIe congrès du Parti communiste italien  à Rome. Adoption des « thèses de Rome » rédigées par Amadeo Bordiga, en désaccord avec la tactique du « front unique »[7].
- 1er mai : les « chemises noires » font une démonstration de force à Bologne et Rovigo[8] ; les heurts avec les socialistes font une dizaine de morts et plusieurs blessés dans toute l'Italie[9].
- 2-10 mai : première assemblée générale de l'Union astronomique internationale, réunie à Rome[10].
- 12-13 mai : les fascistes conduit par Italo Balbo organisent une manifestation avec des milliers de chômeurs à Ferrare, pour obtenir des crédits pour des travaux publics et libérer un des leurs[11],[9].
- 26 mai : assaut des fascistes sur Ferrare ; la Bourse du travail, les sièges et les imprimeries des journaux socialistes et communistes sont détruits[12].
- 29 mai-1er juin : occupation de Bologne par les fascistes où le squadriste Celestino Cavedoni a été tué par la police pendant l'assaut d'une coopérative[11],[9]. Le 2 juin ils obtiennent la mutation du préfet Cesare Mori qui a ordonné de disperser les manifestations fascistes[13],[14].
- 2 juin : un groupe de parlementaires socialistes, dirigé par Filippo Turati, se déclare disposé à soutenir tout gouvernement capable d'assurer le rétablissement du droit et des libertés. Ils sont désavoués par le Conseil national du Parti socialiste italien[1].
- 4 - 6 juin : premier congrès du mouvement syndical fasciste à Milan[15].
- 19 juillet : chute du premier gouvernement Facta mis en minorité sur une motion contre la violence fasciste[16].
- 26 juillet : les fascistes envahissent Ravenne[12].
- 31 juillet-2 août : les organisations ouvrières décident la grève générale, proclamée « grève légalitaire » par Filippo Turati car destinée à lutter contre la subversion. L’échec est total[1]. Le PNF donne 48 heures au gouvernement pour rétablir l’ordre, sans quoi le fascisme se chargerait de « sauver la nation ». Dès le 2 août, les fascistes envahissent les villes, et contraignent par la violence les ouvriers à retourner à l’usine. Des bâtiments sont incendiés, et le 3 août la CGL et l’UIL ordonnent la reprise du travail. Le pays est sous la pression des squadristes. Mussolini s’attache alors à paralyser les réactions de la classe politique en multipliant les transactions avec Nitti et Salandra qui espèrent revenir au pouvoir avec l’appui des fascistes. À la cour, le duc d’Aoste et la reine mère Marguerite sont acquis au fascisme et Mussolini déclare le 20 septembre que le fascisme, quoique républicain, respecterait la monarchie si elle restait neutre[17].
- 1er août : second gouvernement Facta au terme d'une longue crise ministérielle[18].

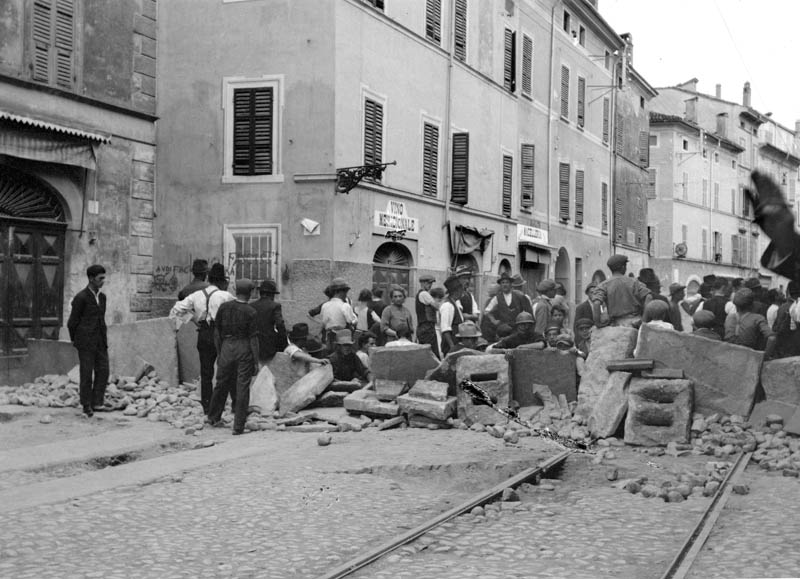
Barricades de Parme.

- 3 - 6 août : les fascistes échouent dans leur tentative d'envahir Parme[12], défendue avec le soutien de la population par les Arditi del Popolo.
- 13 août : le Conseil national du Parti national fasciste prépare les forces fascistes à une marche sur Rome. La direction politique est confiée à Mussolini, Michele Bianchi et Cesare Rossi. Les préparatifs organisationnels et militaires sont confiés à Italo Balbo[19].
- 20 septembre : Mussolini prononce le discours d'Udine dans lequel il justifie l'emploi de la violence : « La violence n'est pas immorale. La violence est parfois morale. » Quand ? Lorsqu'elle « résout une situation gangrenée »[20]. Il accepte l'institution monarchique, au nom de la continuité historique[21]. Il présente une nouvelle politique d’inspiration libérale et déclare :  « Il faut en finir avec l'État ferroviaire, avec l'État postier, avec l'État assureur. »[22].
- 1er-4 octobre : 19e congrès du Parti socialiste italien à Rome. Expulsion des réformistes dirigés par Filippo Turati, Claudio Treves (it) et Giacomo Matteotti qui forment le Parti socialiste unitaire[8].
- 23 octobre : signature à Rome des accords conclus à Santa Margherita ente l'Italie et la Yougoslavie. Le port et la ville de Fiume vont à l'Italie, Port-Baros, Susak et les faubourgs à la Yougoslavie[6].

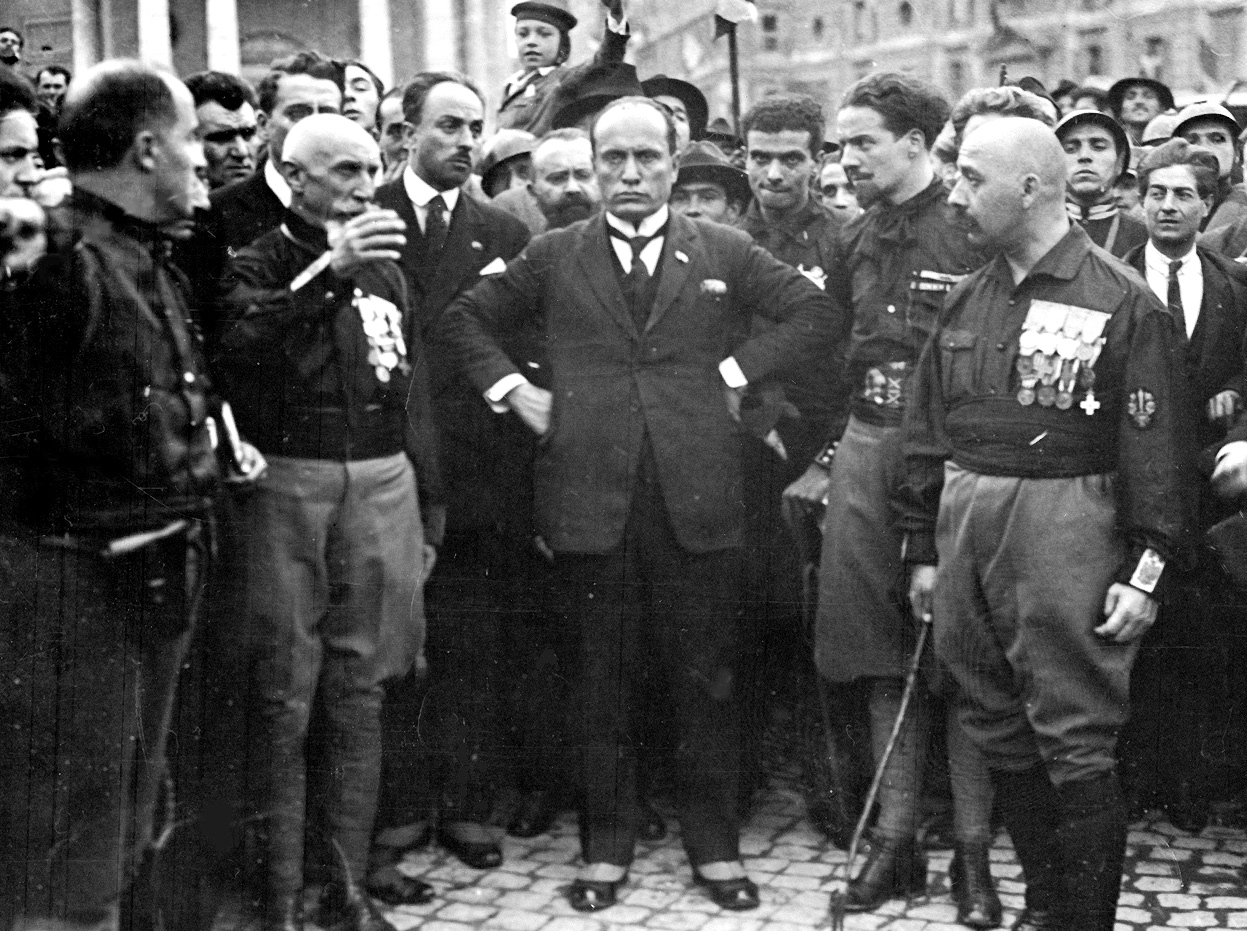
Benito Mussolini au congrès de Naples, avec de gauche à droite Emilio De Bono, Italo Balbo et Cesare Maria De Vecchi.

- 24 octobre : grand rassemblement du parti national fasciste à Naples. Benito Mussolini menace de marcher sur Rome avec les forces fascistes(le général De Bono, Italo Balbo, Michele Bianchi et De Vecchi)[12]. Le 27 octobre, il règne une grande confusion dans toute la péninsule : les autorités civiles confient le pouvoir aux militaires qui négocient avec les squadristes.
- 27 octobre : début de la marche sur Rome de Mussolini et ses « Chemises noires»[12]. 
  - 26 000 fascistes, mal armés, marchent sur la capitale, défendue par 28 000 soldats. Mussolini réclame la démission du président du Conseil, Facta. Ce dernier propose au roi, qui refuse, de décréter l’État d’urgence. Facta démissionne[1]. et le roi propose un gouvernement Salandra à participation fasciste, que Mussolini refuse. Soutenu par les milieux d’affaires de la Confindustria et de la Confagricoltura (it), il demande la présidence du Conseil, qui lui est accordée.
- 28 octobre : le roi Victor-Emmanuel III refuse de signer l'état de siège[1]..
- 29 octobre : le roi Victor-Emmanuel III nomme Benito Mussolini Président du Conseil d'Italie[7].

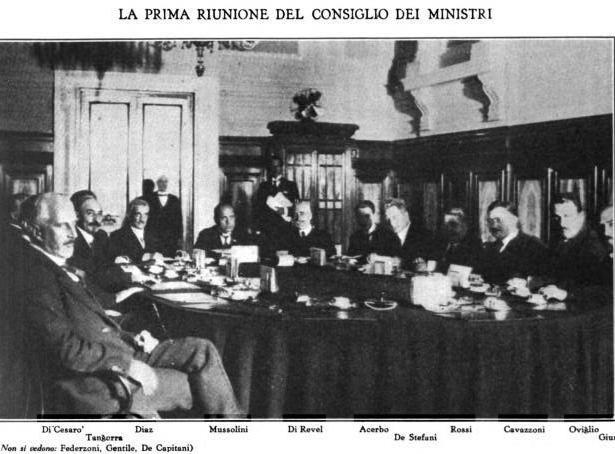
Première réunion du Conseil des ministres du gouvernement Mussolini.

- 31 octobre : Mussolini forme un cabinet d’union nationale (nationalistes, démocrates-sociaux nittiens, giolittiens, proches de Salandra, monarchistes)[1].
- 16 novembre : à l’ouverture des Chambres, le gouvernement se heurte à quelques socialistes modérés (Matteotti, Modigliani, Turati) mais les libéraux, les socialistes indépendants et les populaires votent la confiance à Mussolini par 306 voix contre 116[23], puis les pleins pouvoirs le 24 novembre[1]. Mussolini prononce à cette occasion le discours dit du bivouac, véritable profession de foi d'antiparlementarisme[24].
- 3 décembre : décret de création du premier parc national en Italie et en Europe, le Parc national du Grand-Paradis, signé par Mussolini[25].
- 15 décembre : 
  - création du « Grand Conseil du fascisme[1]. » par Mussolini, composé de membres de la direction du PNF et des hauts fonctionnaires essentiels à la bonne marche de l’État. Il remplace de facto le gouvernement en prenant les décisions à sa place. Mussolini commence l'épuration de la fonction publique, de la magistrature et de la diplomatie (1922-1928) au profit des fidèles au PNF[26].
  - les fascistes de Brescia, sous la conduite d'Augusto Turati, s'attaquent aux organisations catholiques[27].
- 18-20 décembre : massacre de Turin, série de meurtres par représailles commis par les fascistes[28].
- Opposition : Socialiste libéraux et républicains constituent en 1927 une Concentration antifasciste surtout active à l’étranger. Le mouvement Giustizia e Libertà de Carlo Rosselli crée à Paris en 1929 préconise la voie insurrectionnelle (attentats, sabotages) mais le réseau est démantelé par la police. Le Parti communiste italien se dote d’une structure clandestine qui agit à l’intérieur et à l’extérieur (Palmiro Togliatti à Paris). Fidèle à la lutte des classes, il refuse tout accord avec la Concentration.

## Économie
- L’économiste Alberto De Stefani (it), ministre des Finances de Mussolini, inaugure une phase libérale de la politique économique fasciste (1922-1925)[29] : libération des prix et des loyers, fin de la réforme agraire, remise en cause des monopoles d’État (allumettes, téléphone), équilibre budgétaire par la réduction drastique des dépenses de l’État. Cette politique porte ses fruits. Les salaires augmentent et le chômage baisse. Entre 1922 et 1925, le PIB augmente au taux moyen annuel de 4 % et les exportations de produits industriels, grâce à la dépréciation de la lire, augmentent chaque année au taux moyen de 15,5 %.
- L’État engage une politique de grands travaux publics destinés au développement des infrastructures de l'Italie et pour résorber le chômage[30]. Cette politique, qui coûtera 45 milliards de lires sur les 12 ans de son application, aura des résultats mitigés.

## Culture
- 24 février : la première d'Enrico IV de Luigi Pirandello a lieu au Théâtre Manzoni à Milan.
- 14 novembre : création au Teatro Quirino, à Rome, de la pièce Vêtir ceux qui sont nus (Vestire gli ignudi), comédie de Luigi Pirandello, par la compagnie de Maria Melato (it) et Annibale Betrone.

### Livres parus en 1922
- La tela di Penelope de Raffaele Calzini (A. Mondadori).

## Naissances en 1922
- 25 janvier : Luigi Luca Cavalli-Sforza, généticien. († 31 août 2018)
- 1er février : Renata Tebaldi, soprano. († 19 décembre 2004)
- 16 février : Luigi Meneghello, universitaire, traducteur et écrivain. († 26 juin 2007)
- 24 février : Carlo Riva, ingénieur et industriel. († 10 avril 2017)
- 5 mars : Pier Paolo Pasolini, écrivain, scénariste et réalisateur. († 2 novembre 1975)
- 7 mars : Umberto Betti, cardinal, recteur émérite de l'Université pontificale du Latran. († 1er avril 2009).
- 23 mars : Ugo Tognazzi, acteur de cinéma et réalisateur. († 27 octobre 1990).
- 25 mars : Flavio Mogherini, réalisateur, scénariste, costumier et chef décorateur. († 23 avril 1994)
- 30 mars : Virgilio Noe, cardinal, archiprêtre émérite de la basilique vaticane. († 24 juillet 2011).
- 2 avril : Dino Monduzzi, cardinal, préfet de la Maison pontificale de 1986 à 1998. († 13 octobre 2006).
- 24 avril : Susanna Agnelli, femme politique et femme d'affaires, ancien ministre. († 15 mai 2009).
- 18 mai : Mario Casalinuovo, homme politique. († 14 juillet 2018)
- 21 mai : Pio Laghi, cardinal, préfet émérite de la Congrégation pour l'éducation catholique († 10 janvier 2009).
- 11 juin : Alberto Bovone, cardinal, préfet de la Congrégation pour les causes des saints († 17 avril 1998).
- 26 juin : Enzo Apicella, dessinateur et journaliste. († 31 octobre 2018)
- 28 juin : Mauro Bolognini, réalisateur. († 14 mai 2001).
- 23 juillet : Damiano Damiani, écrivain, scénariste, acteur et réalisateur. († 7 mars 2013)
- 31 juillet : Lorenzo Antonetti, cardinal, président de l'administration du patrimoine du siège apostolique de 1995 à 1998. . († 10 avril 2013)
- 1er septembre : Vittorio Gassman, acteur. († 29 juin 2000).
- 3 octobre : Raffaele La Capria, écrivain, scénariste et traducteur.
- 11 novembre : Dante Isella, philologue et historien de la littérature. († 3 décembre 2007).

## Décès en 1922
- 22 janvier : Benoît XV (Giacomo della Chiesa), 67 ans, pape. (°21 novembre 1854).
- 25 septembre : Carlo Caneva, 77 ans, général, qui prit part à la première guerre italo-éthiopienne et à la guerre italo-turque et fut sénateur. (° 22 avril 1845)